# Justine of De tegenspoed der deugdzaamheid
Justine of De tegenspoed der deugdzaamheid (Frans: Justine, ou Les Malheurs de la Vertu) is een roman uit 1791 van Donatien Alphonse François de Sade, beter bekend als de markies de Sade. Justine speelt zich af net voor de Franse Revolutie in Frankrijk en vertelt het verhaal van een jong meisje dat onder de naam Thérèse gaat. Haar verhaal wordt verteld aan Madame de Lorsagne terwijl ze zichzelf verdedigt voor haar misdaden, op weg naar straf en dood. Ze legt de reeks tegenslagen uit die tot haar huidige situatie heeft geleid.

## Synopsis
Justine is het verhaal van twee zussen, Justine en Juliette die uit een weeshuis zijn gegooid. Het boek gaat voornamelijk over het lijden van Justine, de protagoniste en haar zus Juliette, die zichzelf ten goede komt door losbandigheid. De waarheid van deugden is voor haar het tegenovergestelde; het toont de aanhoudende strijd tussen goed en kwaad.

## Achtergronden
Justine (originele Franse titel: Les infortunes de la vertu) was een vroeg werk van de markies de Sade, geschreven in twee weken in 1787 terwijl hij gevangen zat in de Bastille. Het is een novelle (187 pagina's) met relatief weinig obsceniteit die zijn latere schrijven kenmerkte, aangezien het geschreven was in de klassieke stijl (destijds modieus), met veel uitgebreide en metaforische beschrijvingen.
Een veel uitgebreidere en meer expliciete versie, getiteld Justine ou Les Malheurs de la vertu (1791) (Nederlandse titel: Justine of De tegenspoed der deugdzaamheid of gewoon Justine), was de eerste van de boeken van De Sade die werden gepubliceerd.
Een verdere uitgebreide versie, La Nouvelle Justine ou Les Malheurs de la vertu (De nieuwe Justine), werd in 1797 in Nederland gepubliceerd. Deze definitieve versie, La Nouvelle Justine, nam afstand van het Ik-perspectief verhaal van de vorige twee versies, en bevatte tevens ongeveer 100 erotische gravures. Het werd vergezeld met een vervolg, Juliette, over Justines zus. De twee boeken samen vormden 10 delen van in totaal bijna 4000 pagina's; de publicatie werd voltooid in 1801.
Napoleon Bonaparte beval de arrestatie van de anonieme auteur van Justine en Juliette, waardoor De Sade de laatste 13 jaar van zijn leven opgesloten zat. De vernietiging van het boek werd bevolen door de Cour Royale de Paris op 19 mei 1815.

### Nasleep
- In 1798 publiceerde de rivaliserende schrijver Rétif de la Bretonne zijn Anti-Justine.
- Een hervertelling in hedendaagse termen is The Turkish Bath, een roman uit 1969 uitgegeven door Olympia Press, naar verluidt door Justine en Juliette Lemercier in een autobiografisch formaat.

### Adaptaties
- Het verhaal is verschillende keren aangepast voor film, met name in een internationale co-productie uit 1969 geregisseerd door Jesus Franco en met Jack Palance, Romina Power en Klaus Kinski in de hoofdrol als de markies, getiteld Marquis de Sade: Justine.
- In 1973 filmde de Japanse regisseur Tatsumi Kumashiro een bewerking van Justine als onderdeel van Nikkatsu's Roman Porno-serie. De film was getiteld Woman Hell: Woods are Wet (女 女 森 は 濡 れ た, Onna Jigoku: Mori wa Nureta).
- Het schrijfproces en het uitbrengen van het boek Justine was ook te zien in de biografische film Quills uit 2000, gebaseerd op het leven van de markies de Sade.
- In Lars von Trier's film Melancholia uit 2011 is de protagoniste, gespeeld door Kirsten Dunst, vernoemd naar Justine van De Sade.
- In de film Grave van Julia Ducournau uit 2016 is de protagoniste, gespeeld door Garance Marillier, vernoemd naar Justine van De Sade.
- Er is ook een graphic novel verschenen in 1980 door Guido Crepax, getiteld Justine.
- In 2013 is nogmaals een graphic novel verschenen door Raulo Caceres, getiteld Justine & Juliette de Sade.

### "Justine" in film
- Catherine Deneuve in Le vice et la vertu (1963) van Roger Vadim.
- Romina Power in Marquis de Sade: Justine (1969) van Jesús Franco.
- Alice Arno in Justine de Sade (1972) van Claude Pierson.
- Marie Forså in Justine och Juliette (1975) van Mac Ahlberg.
- Alison Hughes in Justine (1976) van Stewart Mackinnon.
- Koo Stark in Cruel Passion (1977) van Chris Boger.
- Isabelle Wolfe (stemrol) in Marquis (1989) van Henri Xhonneux.
- Kirsten Dunst in Melancholia (2011) van Lars von Trier.
- Amy Hesketh in Justine (2016) van Jac Avila.
- Jessica Barden in seizoen 3 van de horrorserie Penny Dreadful (2016)

## Vertalingen in het Nederlands
- Justine of De tegenspoed der deugdzaamheid. Vertaling Gemma Pappot. Bert Bakker, 1967, heruitgaven 1980, 1992
- De nieuwe Justine. Soethoudt, 1969-1970 (2 delen)
- Justine of De tegenspoed der deugdzaamheid. Ooievaar Pockets, 1994
- De nieuwe Justine of de tegenspoed van de deugd. Vertaling Théo Buckinx, Bert Bakker, 1995